# Лејлани Лијен
Лејлани Лијен (енгл. Leilani Leeane; 1. октобар 1992) америчка је порнографска глумица.
Рођена је у Ланкастеру (Калифорнија), мајка јој је Афроамериканка филипинског порекла и отац из Порторика. Дебитовала је као глумица у индустрији порнографије 2011. године, када је имала 19 година. Према сајту ИАФД глумила је у око 90 порно-филмова.

## Награде и номинације
| Година | Награда                   | Резултат   | Категорија                    | Филм                   |
| ------ | ------------------------- | ---------- | ----------------------------- | ---------------------- |
| 2012   | NightMoves Award          | Номинована | Best New Starlet              | /                      |
| 2012   | Urban X Award             | Освојила   | Rising Star Female            | /                      |
| 2012   | Urban X Award             | Номинована | Best 3 Way Sex Scene          | Revenge of the Petites |
| 2012   | Urban X Award             | Номинована | Best 3 Way Sex Scene          | Black Anal Addiction   |
| 2012   | Urban X Award             | Номинована | Best Anal Sex Scene           | Black Anal Addiction   |
| 2012   | Urban X Award             | Номинована | Best Couple Sex Scene         | Racially Motivated 3   |
| 2013   | АВН Награда               | Номинована | Best All-Girl Group Sex Scene | Revenge of the Petites |
| 2013   | АВН Награда               | Номинована | Best New Starlet              | /                      |
| 2013   | АВН Награда               | Номинована | Best POV Sex Scene            | POV Junkie 5           |
| 2013   | XCritic Fans Choice Award | Номинована | Best New Starlet              | /                      |